# Hypogrammodes sublucida
Hypogrammodes sublucida là một loài bướm đêm trong họ Noctuidae.